# 1911 год в России

## Январь
- Открыта Прикаспийская нефтегазоносная провинция.
- 4 января — сильнейшее землетрясение магнитудой 10 в городе Верный (ныне — Алматы). Упоминание о катастрофе можно найти в газете «Семиреченские областные ведомости», в романе Юрия Домбровского «Хранитель древностей».
- январь — Студенческие волнения - ограничена автономия университетов

## Февраль
- 3 февраля — увольнение большой группы либерально настроенных университетских профессоров Московского университета
- 20 февраля — Пожар в Бологовском кинематографе

## Март
- 8 (21) марта 1911 года — В Ярославле открылось 3-е частное Совещание отделов Союза Русского Народа
- 14 (27) марта 1911 года — Земства введены в западных землях России
- 25 марта — убийство Андрея Ющинского — ученика приготовительного класса Киево-Софийского духовного училища. Власть (в том числе в лице министра юстиции) оказывала давление на следствие и способствовала принятию религиозно-ритуальной версии убийства. В преступлении обвинили еврея Менделя Бейлиса, однако суд присяжных его оправдал. Расследование убийства и последовавший судебный процесс, получивший название «дело Бейлиса», широко освещались в российской и международной печати и имели огромный общественный резонанс

## Апрель
- 2 апреля — первый полёт самолёта Кудашев-4 конструкции А. С. Кудашева
- 16 апреля — впервые в России были выполнены полёты по воздушному сопровождению кораблей. Лётчик Ефимов М. Н. сопровождал Черноморскую эскадру.
- 23 апреля — открылась первая Международная воздухоплавательная выставка проходила c 23 по 27 апреля в Михайловском манеже в Санкт-Петербурге.

## Май
- 29 мая — Принят аграрный закон

## Август
- 15 августа — монгольская делегация прибыла в российскую столицу и на следующий день была принята министром иностранных дел Сергеем Сазоновым
- 19 августа — в Санкт-Петербурге подписано русско-германское соглашение о Персии и Багдадской дороге. Россия согласилась на строительство Германией Багдадской железной дороги и на постройку линии от Ханекина до Тегерана с правом Германии добиваться концессии на неё в случае отказа России. Германия признала «специальные интересы» России в Персии
- 27 августа — одна из трёх команд футбольной секции при Обществе любителей лыжного спорта (ОЛЛС) сыграла свой первый официальный матч. Считается днём основания профессионального футбольного клуба ЦСКА.

## Сентябрь
- 14 сентября — покушение на председателя Совета министров Российской империи Петра Аркадьевича Столыпина

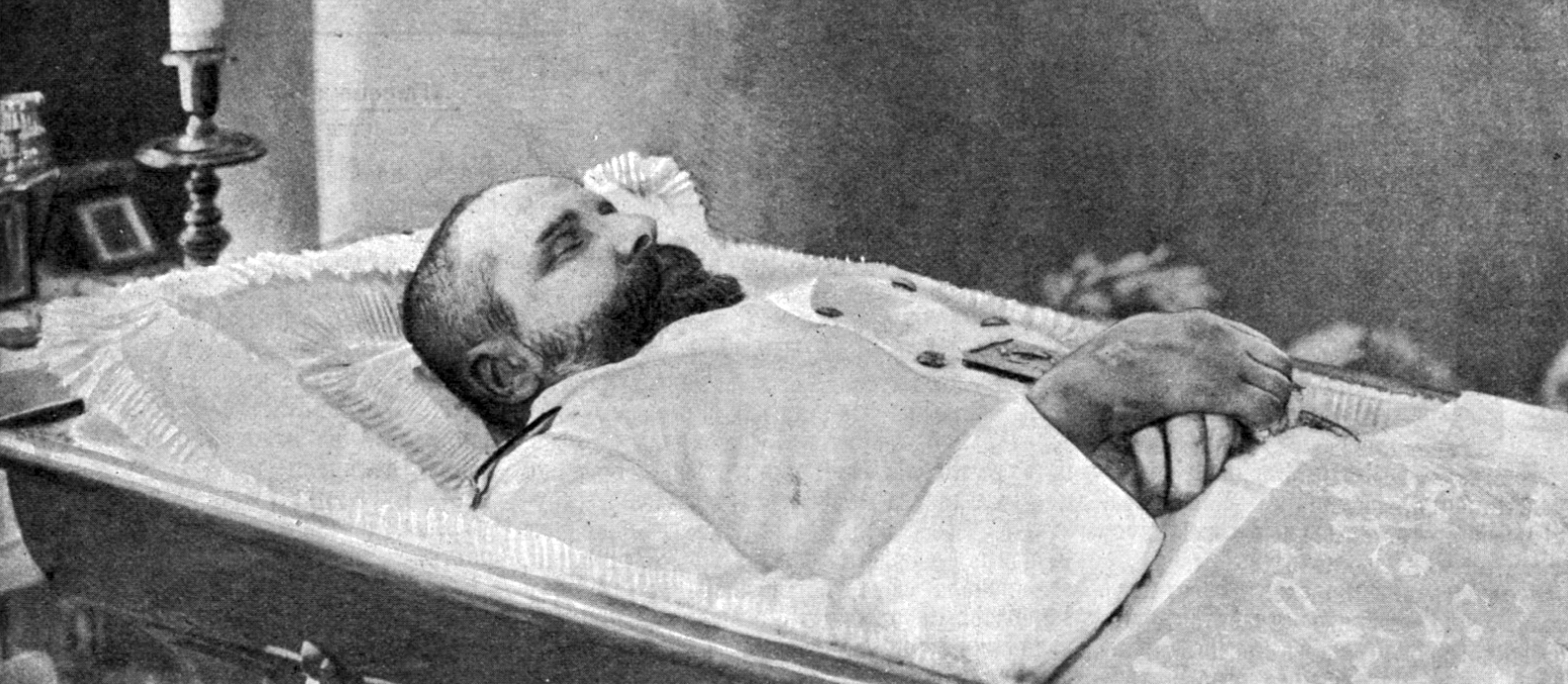
П.А. Столыпин в гробу

## Октябрь
- 20 октября — в Российской империи спущен на воду линкор «Гангут»
- 29 октября—23 ноября — Вторжение и оккупация северной Персии Русскими войсками

## Декабрь
- 5 декабря — Умер художник Валентин Александрович Серов
- 7 декабря — Цицикарский протокол между Россией и Китаем о пограничном размежевании в районе реки Аргунь

## Без точных дат
- Глеб Котельников изобрёл и испытал ранцевый парашют[1]

## Родились
- 24 октября — Аркадий Райкин, советский артист эстрады, театра и кино[2][3]